# 8525-ös mellékút (Magyarország)
A 8525-ös számú mellékút egy rövid, nem sokkal több, mint 3 kilométer hosszú, négy számjegyű országos közút Győr-Moson-Sopron vármegye területén; Hidegség központját köti össze a 85-ös főúttal.

## Nyomvonala
Nagycenk Kiscenk településrészének központjában ágazik ki a 85-ös főútból, annak a 68+700-as kilométerszelvénye táján, nem messze a Széchenyi-kastélytól. Észak felé indul, kevesebb, mint 400 méter után kilép a belterületről, a fél kilométeres távot elhagyva pedig már Hidegség határai közt húzódik, északkeleti irányban. Valamivel az első kilométere előtt – az 1990-es években megszüntetett Nagycenk-Hidegség megállóhely térségének nyugati szélénél – keresztezi a Győr–Sopron-vasútvonal nyomvonalát. 2,8 kilométer után éri el a község belterületét, ott előbb a Toronhegyi utca települési nevet veszi fel, majd Fő utca néven folytatódik. Így ér véget a falu központjában, beletorkollva a 8518-as útba, majdnem pontosan annak a 15. kilométerénél.
Teljes hossza, az országos közutak térképes nyilvántartását szolgáló kira.gov.hu adatbázisa szerint 3,345 kilométer.

## Települések az út mentén
- Nagycenk
- Hidegség